# Anne Sulling
Anne Sulling (ur. 12 października 1976 w Tartu) – estońska ekonomistka i polityk, od 2014 do 2015 minister handlu zagranicznego i przedsiębiorczości.

## Życiorys
Ukończyła szkołę średnią w Tallinnie, następnie Upland High School w Kalifornii. Studiowała ekonomię i język francuski na Smith College w Stanach Zjednoczonych, magisterium z międzynarodowych stosunków gospodarczych i finansów uzyskała we Francji na Université Paris-Dauphine. Kształciła się także w Instytucie Nauk Politycznych w Paryżu. Pracowała jako analityk i menedżer projektów w sektorze finansowym. W latach 2005–2006 była zatrudniona w resorcie finansów, odpowiadając za projekt wprowadzenia waluty euro, następnie powróciła do sektora bankowego. W latach 2009–2014 pełniła funkcję doradcy premiera Andrusa Ansipa ds. makroekonomicznych, euro i emisji CO2. 26 marca 2014 powołana na urząd ministra handlu zagranicznego i przedsiębiorczości w rządzie Taaviego Rõivasa.
W wyborach w 2015 uzyskała mandat posłanki do Zgromadzenia Państwowego XIII kadencji. 9 kwietnia tegoż roku zakończyła urzędowanie na stanowisku ministra.

## Odznaczenia
- Order Narodowy Zasługi V klasy (Francja, 2017)[3]